# Camasca
Camasca es un municipio del departamento de Intibucá en la República de Honduras. 

## Toponimia
Su nombre significa en mexicano "Lugar consagrado al Dios Camaxtli, donde se le tributa culto".

## Límites
Su cabecera se encuentra al sur del Cerro Camasca y al sur el Río Guarajambala.
| Orientación | Límite                              |
| ----------- | ----------------------------------- |
| Norte       | Municipio de Piraera, Lempira       |
| Sur         | Municipio de Magdalena, Intibucá    |
| Sur         | Municipio de Santa Lucía, Intibucá  |
| Este        | Municipio de Colomoncagua, Intibucá |
| Oeste       | Municipio de San Antonio, Intibucá  |
| Oeste       | Municipio de Santa Lucía, Intibucá  |

## Historia
Origen de la población: Las versiones que se tienen es que sus primeros pobladores son de origen Maya, Lenca y Pipiles.
Afirma la historia que Valum Votan, uno de los reyes del Imperio Xilbalbay, en México, fundó una ciudad llamada Tula, que fue destruida por un sinnúmero de factores adversos y uno de sus últimos reyes tuvo que emigrar a Honduras donde fundó el Reinado Paya Ui que también abarcaba parte de Guatemala y El Salvador.
En Cuanto a la segunda y tercera teoría se sabe que Lempira, el indómito guerrero, reunía más de treinta mil indios de todas las comunidades aledañas y sus dominios se extendían por las poblaciones de Sensuntepeque, San Luis de La Reina, Carolina, y todo el Departamento de Morazán en El Salvador y por excelencia nuestros antepasados son de origen Lenca.
Hay una teoría de origen religiosp: Tras la fundación de municipio, el Capitán José René de la Peña donó la imagen del Apóstol Santiago, los habitantes de diferentes lugares venían a visitarles con excesiva devoción que guardaban, se vieron en la necesidad de construir sus casas en este lugar, convirtiendo a la imagen en patrono de la misma.
Otra teoría: Personas nacidas en el siglo pasado nos indican que este pueblo fue ubicado en el lugar llamado La Ceibita, ahora un barrio de Camasca, que debido a la escasez de agua y a las epidemias se trasladaron a donde hoy es la cabecera municipal, lo cierto es que hemos encontrado algunos vestigios como empedrados de 2 metros de profundidad abajo del Cementerio "El Matazano".
La Teoría Colonial: Sus exponentes afirman que Camasca tiene antecedentes coloniales, sus edificios y en especial sus altares fachada del templo católico es de aspecto colonial, y el título de estas tierras estaba ligado a la iglesia.
Se supone que su creación fue antes de 1740.
En 1791, en el recuento de población de 1791 ya figuraba como Curato.
En 1825, en la primera División Política en 1825 era uno de los partidos de Gracias.
En 1883 al crearse este Departamento formó parte de él.
En 1889, en la División Política Territorial de 1889 era un Distrito teniendo los Municipios de Magdalena, Santa Lucía, Colomoncagua, San Antonio y Concepción.
En 1825, en la división política de 1825, Camasca sigue anexada al Municipio de Gracias a Dios (hoy Ciudad de Gracias, Departamento de Lempira).
En 1889, se le da el título de distrito perteneciente a Intibucá, y a lo sumo había tenido un primer Alcalde Municipal, recaído en el señor Brigido Ramos, originario de San Isidro.

## División Política
Aldeas: 12 (2013)
Caseríos: 70 (2013)
| Código | Aldeas                |
| ------ | --------------------- |
| 100201 | Camasca               |
| 100202 | Agua Zarca            |
| 100203 | El Carmen             |
| 100204 | El Rosario            |
| 100205 | Hacienda Santa Lucía  |
| 100206 | San Antonio del Monte |
| 100207 | San Ignacio           |
| 100208 | San Isidro            |
| 100209 | San Juan de Dios      |
| 100210 | San Lucas             |
| 100211 | Santa Catarina        |
| 100212 | Santa Cruz            |